# Slovenski svetec in učitelj
Slovenski svetec in učitelj je roman Josipa Jurčiča. Delo je izšlo v Ljubljanskem Zvonu leta 1886. Roman je nedokončan in predstavlja le prvega od treh načrtovanih delov. Jurčič romana ni zaključil zaradi prezgodnje smrti.

## Vsebina
Delo se prične z opisom jutra 871, ko je od Verda proti Ljubljani plulo precej čolničev. Ob enem izmed njih je stal tudi Strahomer in čakal na Grimislavo. Deklica je jezna, ker je sprva ni hotel s seboj vzeti. Strahomer ji pojasni, da gredo svetega moža Metoda poslušat, ona pa le šale o tem zbija. Deklica pravi, da bo te vere, če mu bo ugodila, saj bi bila rada njegova žena.
Sledi opis zgodovine Slovenov. Knez Pribina se je podjarmil Frankom in se dal krstiti. Bil je nepriljubljen, Mojmir ga je pregnal. Šel je k Ratimiru, ki je nato izgubil vojno z Nemci za samostojnost, Pribina pa je za svojo pokornost dobil precej slovenskih dežel. Tu so začeli Nemci krščansko vero širiti, čedalje več pravic so Pribini dajali, njegov sin Kocelj je bil že mogočen vojvoda. Mojmira, ki vlada severno, Nemci napadejo, namesto njega dajo na prestol nečaka Rastislava. A ta deluje za Slovene, Pribino da umoriti, na prestol pride Pribinov sin Kocelj, prav tako zaveden Sloven.
Kmalu Rastislav ugotovi, da se morajo kulturno ločiti od Nemcev, v dogovoru z Kocljem in Svetopolko v Nitri je poslal po učitelje nove vere v Konstantinopel. Pošljejo Metoda in Cirila. Bila sta uspešna. Ta uspešnost je šla v nos Nemcem, ki so prek vere želeli razširiti svojo oblast. Najprej se pritožijo v Rimu, da sta učitelja brezverca. A papeža sta učitelja uspela prepričati, blagoslovil ju je za škofa, dovolil mašo v slovenščini. Ciril v Rimu umre.
Medtem so Nemci spletkarili naprej – Svetopolka so nahujskali proti Rastislavu, zato gre Metod oznanjevat h Koclju. S tem je izrinil nemške duhovnike, predvsem Rihbalda. Ta je bil glavni pobudnik sinode na Bavarskem, kjer naj bi ugotovili Metodovo »pravovernost«. Ko so Nemci s prevaro ujeli Rastislava, ki ga je izdal Svetopolk, se je Kocelj ustrašil in Metodu dovolili iti. Učitelj je zaupal v svoje znanje in pooblastila, podeljene od papeža ter upal, da bo lahko Rastislavu pomagal. Na poti na ta shod se je Metod v Ljubljani ustavil. 
Sledi opis Ljubljane v tedanjem času. Tu je frankovsko naselje, ljubljansko gradišče, kjer je vladal pokristjanjen slovenski knez Vitoglav. Metod je tu pridigal pod milim nebom, saj je bila cerkev frankovska, pa tudi množica prevelika. Metod je bil visok, lep mož, njegov govor je ljudi povsem prevzel. Govoril je o ljubezni do boga in bližnjega. Ko je končal, mu je padel Strahomer pred noge, in ga prosil, če se mu lahko pridruži. Metod mu ugodi. Medtem je Grimislava od drugih izvedela, da je šel s svetim možem. V šali ji svetujejo, naj teče za njimi, deklica jih zares uboga. A ugrabijo jo Kocljevi vojščaki.
Medtem Metod prispe v Solnograd, kjer bo potekala sinoda. Sledil je shod v stolni cerkvi, kjer so jih čakali duhovniki in plemiči. Zatožbo razloži Rihbald, bivši namestnik med Sloveni pred Metodovim prihodom. Ta je zaradi nestrinjanja z Metodom odšel nazaj v Solnograd in tu hujskal ljudi proti njemu. Obtožnica se je pričela z opisom zgodovine, ko je sv. Rupert, ustanovitelj solnograške škofije, prvi na Slovenskem vero širil, torej ima tam le njihova škofija pravico do oznanjevanja vere. Nato je prišel Grk, njihove pravice teptal, maševal v barbarskem jeziku, krivo vero širil, na koncu so frankovski duhovniki morali pobegniti. Metod vidi, da je prišel med sovražnike. A se je hrabro zagovarjal. Najprej je dokazal, da je slovensko področje v rokah papeža, ki odloča, kdo bo tam deloval. Mašuje v slovenščini, a naj narod razume zakaj se gre. On ni Grk, on je Slovenec. Slovenščina je lep jezik, oni ga ne poznajo, ne morejo soditi o njem. Pokaže tudi papeževo pismo, kjer mu dovoljuje uporabo slovenščine in ga naziva za škofa. Njegovi nasprotniki čutijo, da je vse, kar je Metod povedal, resnica. Ostanejo jim le še slabo utemeljeni argumenti: dežela ni več papeževa, pismo so gotovo z zvijačo dobili. Prestolonaslednik Karlman odloči, da mora razsoditi kralj. Medtem Metoda zaprejo v samostan, Strahomer, zdaj Gorazd, gre z njim.
Pogosto ga je obiskoval tudi Hinkmar, laonski škof, del Karlmanovega spremstva. Metodu je povedal o strašni usodi Rastislavovi, ki so mu izdrli oči ta vest po svojih učencih pošlje med Slovene. Pri učitelju se zglasi tudi Svetopolk. Metod mu pove, kaj je storil z izdajo strica. Svetopolk naj pobegne od Nemcev in brani domovino. S pobratimom Zemižiznom se domenita, da bodo pobegnili z zvijačo. Medtem je Metod ugotovil resnični vzrok Hinkmarjevih obiskov. Škof se je s samoljubnimi dejanji zameril kralju in papežu. Če Metod že noče za Franke delati, naj se vsaj v Rimu zanj potegne in svoboden bo. A Metodu je sodelovanje s takim samoljubnežem pod častjo, zato pomoč zavrne, tako izgubi še zadnjega zaveznika.
Medtem Zemižizen prijaha do Velegrada. Tam zdaj vlada svečenik Slavomir, brat Svetopolka. Zemižizen mu pojasni vso zgodbo, sem sta pripeljala frankovsko vojsko pod pretvezo, da bodo zavzeli slovenske zemlje, vojake bosta v smrt peljala. Zadnje dvome o svoji poštenosti razblini z Metodovim pismom. Frankovska vojska pod Svetopolkovim vodstvom se medtem bliža slovenski zemlji. Ko se Zemižizen vrne, se jim zlaže, da je vse pripravil za čim hitrejšo zmago Frankov. Le Svetopolku pove resnico, skupaj odideta k slovenskim vojakom, delu frankovske vojske. Dogovorijo se, da bodo skupaj z Slavomirovimi možmi napadli Franke. Zjutraj se kmalu začne boj, na pomoč pridejo tudi Slavomirovi možje, razbijejo nemško vojsko. Sledijo pogajanja po bitki. Po nadaljnjih spopadih Franki končno predlagajo mir. Moravski Sloveni dobijo neodvisnost, a morajo frankovske naselbine in duhovnike na miru pustiti. Omejili so tudi Metodovo delovanje.
Dogajanje se preseli v Ptuj. Po smrti kneza Koclja ga vodi njegov nečak Braslav. Ni preveč priljubljen, skrbi le za svojo zabavo in prijateljuje s Franki. V mestu se zbirajo množice, da bi proslavile njun prihod, Braslav je ukazal, naj pridejo. Prideta Svetopolk in Metod, ljudje se gnetejo, da bi ju videli. Prispeta do cerkve, ki so jo na hitro zgradili in posvetili Franki, tu zdaj mašuje Rihbald. A Metod se mu ne bo maščeval, saj Jezus uči drugače. Tedaj se iz množice sliši krik Strahomer. To je Grimislava. A Gorazd gre s sklonjeno glavo v cerkev.
Grimislava zdaj živi z babico in bratom Motižirom na Ptuju. Prepoznala sta se, ker je babica obema dala polovico zlatega obroča na nogo. Babica pripoveduje, kako jo je njen mož, Ober Obo, ugrabil in odnesel v svoj grad. Tam je rodila Grimislavino mater Volčico. Obo je kmalu umrl, babica je zbežala nazaj domov. Tam so se bali ogrskega deteta, zato jih je le z grožnjo, da zna čarati, prepričala, da je lahko ostala pri njih. Kasneje se je Volčica poročila z lovcem Lobodo, ki pa z njo ni bil prijazen. Kmalu je umrla, Grimislavinega brata je s seboj vzel oče, Grimislava je ostala pri babici.